# Constant Domaigné
Constant Domaigné (né le 29 mars 1910 à Saint-Pierre-des-Landes, mort le 15 juin 2003), est un prêtre et résistant français.

## Biographie
Il naît à Saint-Pierre-des-Landes au sein d'une famille de petits cultivateurs. Pendant la Seconde Guerre mondiale, il participe à la cache d’armes volées, à la fabrication de fausses cartes d’identité, ainsi qu'à l’évasion de résistants et de réfractaires au STO. Il est arrêté une première fois en janvier 1941 pour discours subversif», en décembre 1941 pour sabotage dans un cantonnement allemand, et en avril 1942.
Enseignant, économe du collège de l'Immaculée-Conception de Laval, il y cache 13 enfants juifs, comme Jean-Marie Houdoux et Sacha Distel.
Arrêté le 29 janvier 1944, interrogé par la Gestapo, Constant Domaigné n’a jamais parlé, même sous la torture. Il est déporté de Compiègne le 6 avril 1944 vers Mauthausen sous le matricule 62287, puis à Melk (21 avril), Mauthausen, Dachau d'où il est libéré le 29 avril 1945 est libéré par les Américains au mois d'avril 1945. Il pèse alors 35 kg. Il reprend son poste à l'Immaculée Conception de Laval.
Une rue porte son nom à Laval.